# 妙蓮寺 (鴨川市)
妙蓮寺（みょうれんじ）は、千葉県鴨川市小湊にある日蓮宗の寺院。山号は妙日山。旧本山は小湊誕生寺。潮師法縁。宗門史跡、両親閣。立正大師日蓮の両親（貫名重忠（井伊重忠）と梅菊）の墓所がある。
日蓮は父に妙日、母に妙蓮の法号を贈っており、山号と寺名はこの法号に因む。

## 歴史
日蓮の父である貫名重忠（正嘉2年（1258年）没）と母・梅菊（文永4年（1267年）没）がともに葬られた地に、大本山誕生寺（3世）を引退した日蓮の弟子で中老僧の日静を開山に創建された。現在の本堂は安政4年（1857年）に再建されたもの。

## 旧末寺
日蓮宗は昭和16年に本末を解体したため、現在では、旧本山、旧末寺と呼びならわしている。
- 敬親玉川教会(世田谷区瀬田)東京別院

## 参考資料
- 日蓮宗寺院大鑑編集委員会『宗祖第七百遠忌記念出版 日蓮宗寺院大鑑』大本山池上本門寺 (1981年)
- 市川智康『日蓮聖人の歩まれた道』水書房

## 公式サイト
- 公式ウェブサイト（日本語）